# Przymiarki (Sowina)
Przymiarki – część wsi Sowina w Polsce, położona w województwie podkarpackim, w powiecie jasielskim, w gminie Kołaczyce.
W latach 1975–1998 Przymiarki położone były w województwie krośnieńskim.